# 吡啶硫酮镉
吡啶硫酮镉是一种配位化合物，化学式为C10H8CdN2O2S2。它可由氯化镉和配体在干乙醇中反应得到。1-羟基-2-吡啶硫酮的钠盐和可溶性镉盐在水中反应也能得到配合物，该配合物可于二甲基甲酰胺中重结晶。
该配合物具有扭曲的八面体几何构型，属单斜晶系P21/c空间群。配体以S-μ2-O桥连螯合镉原子形成配位聚合物。